# Arwena
Arwena (ur. w 241 roku Trzeciej Ery, zm. w 121 roku Czwartej Ery; zwana także Arwen Undómiel) – postać ze stworzonej przez J.R.R. Tolkiena mitologii Śródziemia.

## Życiorys
Była półelfką, córką półelfa Elronda i Celebríany, wnuczką Galadrieli i Celeborna. Jej starszymi braćmi byli bliźniacy Elladan i Elrohir. Urodziła się w 241 roku Trzeciej Ery. Była uważana za wyjątkowo piękną kobietę, przez co została nazwana Undómiel (sin. Gwiazda Wieczorna). Miała długie, ciemne włosy, jasną cerę i szare oczy. Była porównywana do Lúthien.
Wychowywała się w Lothlórien. W czasie pobytu w Rivendell w roku 2980 poznała Aragorna, od którego otrzymała pierścień Barahira. Z miłości do niego na Cerin Amroth wyrzekła się nieśmiertelności. Po zakończeniu Wojny o Pierścień w Dzień Środka Roku poślubiła Aragorna, nowego króla Gondoru i Arnoru. Z ich związku urodził się Eldarion oraz córki. Po śmierci Aragorna Arwena w 120 roku odwiedziła opuszczone przez elfów Rivendell. Następnie udała się do Lothlórien, gdzie zmarła.
Jej imię oznacza w sindarinie Królewska dziewczyna. Przydomek Undómiel często tłumaczony  jako Gwiazda Wieczorna, jednakże w Encyklopedii Śródziemia Robert Foster podaje tłumaczenie rozumiane jako Pani Zmierzchu.

## Postać Arweny w adaptacji filmowej
W trylogii filmowej Władca Pierścieni (w reżyserii Petera Jacksona) nakręconej na podstawie powieści Tolkiena, w Arwenę wcieliła się Liv Tyler. Jej postać została rozbudowana i zastąpiła postać Glorfindela, który w powieści Tolkiena eskortował Froda Bagginsa do brodu na rzece uciekającego przed Nazgûlami.

## Upamiętnienie
Jej imieniem nazwano Arwen Colles - jeden z pagórkowatych obszarów (pokrytych tzw. collis) Tytana, największego księżyca Saturna